# ドウグラス・ドス・サントス・ジュスチーノ・ジ・メロ
ドウグラス・ドス・サントス・ジュスチーノ・ジ・メロ（Douglas dos Santos Justino de Melo、1994年3月22日 - ）は、ブラジル・パライバ州ジョアンペソア出身のサッカー選手。FCゼニト所属。ポジションはディフェンダー（左サイドバック）。

## 経歴
2016年8月、U-23ブラジル代表として挑んだリオデジャネイロオリンピックでは6試合に出場し優勝に貢献。
同年8月31日、ドイツ・ブンデスリーガのハンブルガーSVへ移籍した。契約期間は5年。
2019年7月4日、FCゼニトに移籍し、5年契約を結んだ。

## 代表歴

### 出場大会
- ブラジル代表
  - 2016年 - コパ・アメリカ・センテナリオ

## タイトル

### 代表
U-23ブラジル代表
- オリンピック 金メダル：1回 (2016)

### クラブ
FCゼニト・サンクトペテルブルク
- プレミアリーガ：2回 (2019-20, 2020-21)